# The S.A.T.
The S.A.T(The Spanish Announce Team)はプロレスのタッグチーム、ユニットである。アメリカ合衆国のプロレスラーであるジョセフ・マキシモとジョエル・マキシモとで結成され、ジョエルが引退してからはウィル・マキシモが加入している。
従兄弟にTNAで活躍したアメージング・レッドがいる。

## 来歴
ジョセフとジョエルはマイク・アッサムの元でトレーニングを積み、ロス・マキシモズ（Los Maximos）やシックス・ポイント・フォー（Six Point Four）のタッグ名でファイティング・ワールド・オブ・ジャパン・プロレスリング（Fighting World of Japan Pro Wrestling）で活動していた。The S.A.T.とマネージャーで、2人の甥にあたるアメージング・レッドは、TNAやコンバット・ゾーン・レスリング（Combat Zone Wrestling）、リング・オブ・オーナー（Ring of Honor）で2年間活動していた。
兄弟はS.A.T.のタッグ名で何回かWWE Velocityに登場し、ジョバーとして活動している。その後はプロレスリング・アンプラグド（Pro Wrestling Unplugged）に参戦し、K・マーダ、K・プーシャのオール・マネー・イズ・リガール（All Money Is Legal）と抗争していた。
2010年にインパクト・チャンピオンシップ・レスリング（Impact Championship Wrestling）で活動していた。7月にジョセフはレスリングから引退する決意を決め、ジョセフと入れ替わりでウィルソン・ラミレスことウィル・マキシモ（Wil Maximo）が合流した。
2011年3月にジョエルとウィルはチカラに参戦、S.A.T.はアメージング・レッドと4月に合体して2011 King of Trios tournamentに出場するが、1回戦負けしている。
2012年1月にWWC世界タッグチーム王座を獲得している。

## その他
- 2003年にジョエル、ジョセフ、フィゲロアはハウス・オブ・グローリーというレスリング・スクールをクイーンズのリッジウッドに開いている。

## 得意技
スパニッシュ・フライ
2人とも得意としているフィニッシャー
ボール・バスター
バック・トゥ・ベリー・パイルドライバー、ジョエルのフィニッシャー
マキシモ・ヴェロシティ
ダブル・パンプハンドル・スラム式フェイスバスター、ジョセフのフィニッシャー
マキシモ・インパクト
ジョエルがホイールバロウ・スープレックスで持ち上げ、ジョセフが相手の髪の毛を掴み相手の後頭部をマットに強烈に叩きつける。
ウォッシング・マシン
2人がアルゼンチン・バックブリーカーで相手を担ぎ上げ、少しいたぶってからフェイス・バスターで落とす
タフィー・マシン
1人が相手をアルゼンチン・バックブリーカーで捕らえ、もう1人が何度も相手の顔面にダイビング・スーパーキックを叩き込む
マキシモ・エリミネーション
連続でハイキックとロー・キックを叩き込み、最後に2人でスーパー・キックで顎を蹴りダウンを奪う
マキシモ・オーバードライブ
ジョエルがバックブリーカーで捕らえ、ジョセフがダブルアーム・DDTでマットに突き刺す
S.A.T.ストレッチ
ジョエルがドラゴン・スリーパー、ジョセフがサーフボードで相手を捕らえるコンビネーション技
マキシモ・エクスプロージョン
- 2人同時でのランニング式ブルドッギング・ヘッドロッグ

## 獲得タイトル
ECWA（East Coast Wrestling Association）
ECWAタッグチーム王座 :1回
ICW（Impact Championship Wrestling）
ICWタッグチーム王座 :1回
JAPW（Jersey All Pro Wrestling）
JAPWタッグチーム王座 :1回
NWA Cyberspace
NWA Cyberspaceタッグチーム王座 :1回
NWA Midwest
NWA Midwestタッグチーム王座 :1回
NEPW（New Era Pro Wrestling）
NEPWユナイテッド・ステイツ・タッグチーム王座 :1回
PWF（Premier Wrestling Federation）
PWFユニバーサル・タッグチーム王座 :2回
PWU（Pro Wrestling Unplugged）
PWUタッグチーム王座 :3回
UWF（Ultimate Wrestling Federation）
UWFタッグチーム王座 :1回
USA Pro Wrestling
USAタッグチーム王座 :3回
WWC（World Wrestling Council）
WWC世界タッグチーム王座 :1回